# Ideosfera
Ideosfera é um neologismo criado por Aaron Lynch e Douglas Hofstadter na década de 1980. De forma semelhante à biosfera, onde se processa a evolução biológica, na ideosfera ocorreria a evolução mimética, com a criação, a evolução e a seleção natural de pensamentos, teorias e ideias.

## Características
A ideosfera não considerada como sendo um espaço físico, mas se encontrando “no interior das mentes” de todos os seres humanos. Também é aceito que a Internet, os livros e outras mídias podem ser consideradas como parte da ideosfera.